# St. Pius (Arnsberg)

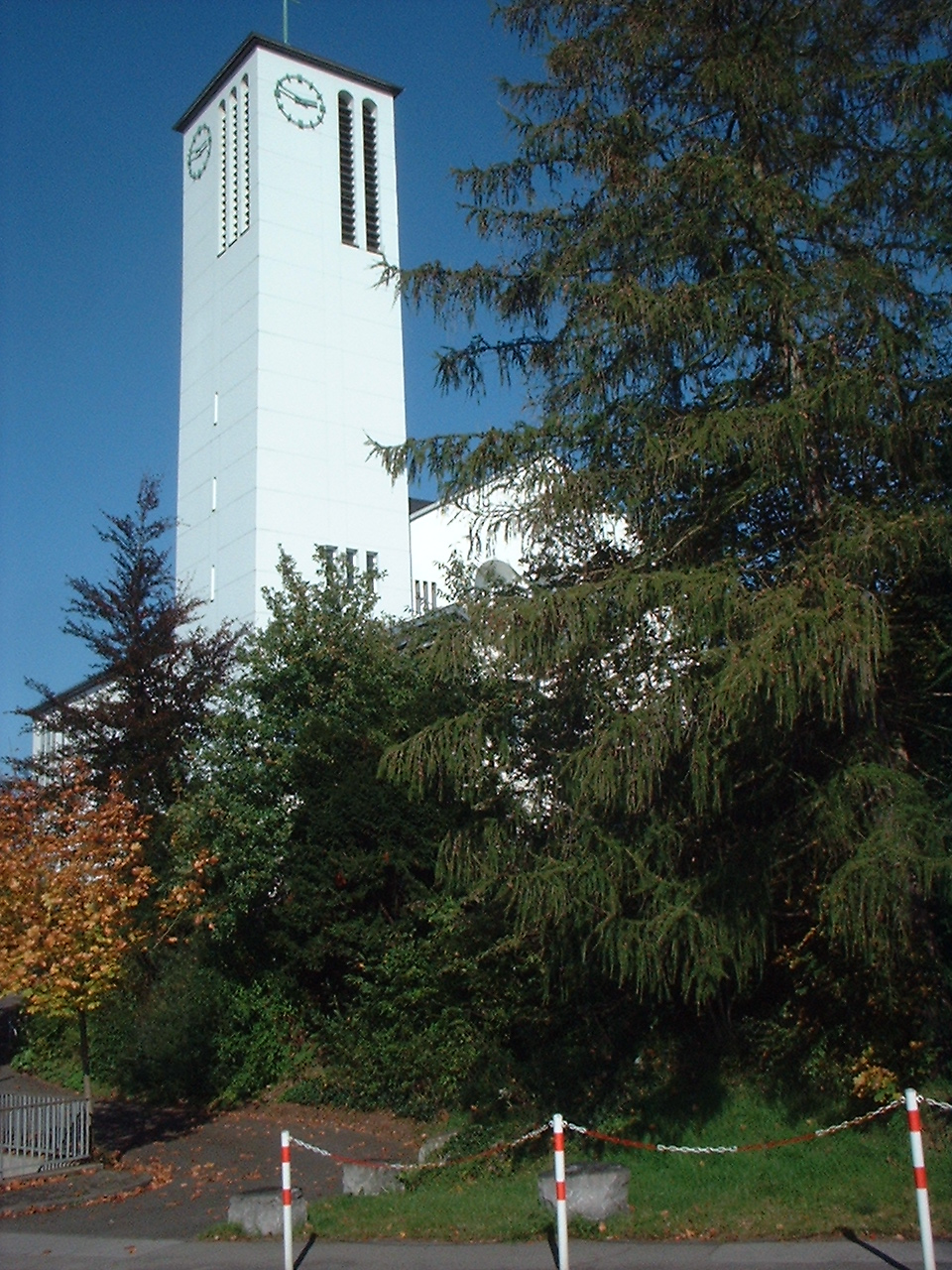
St. Pius in Arnsberg

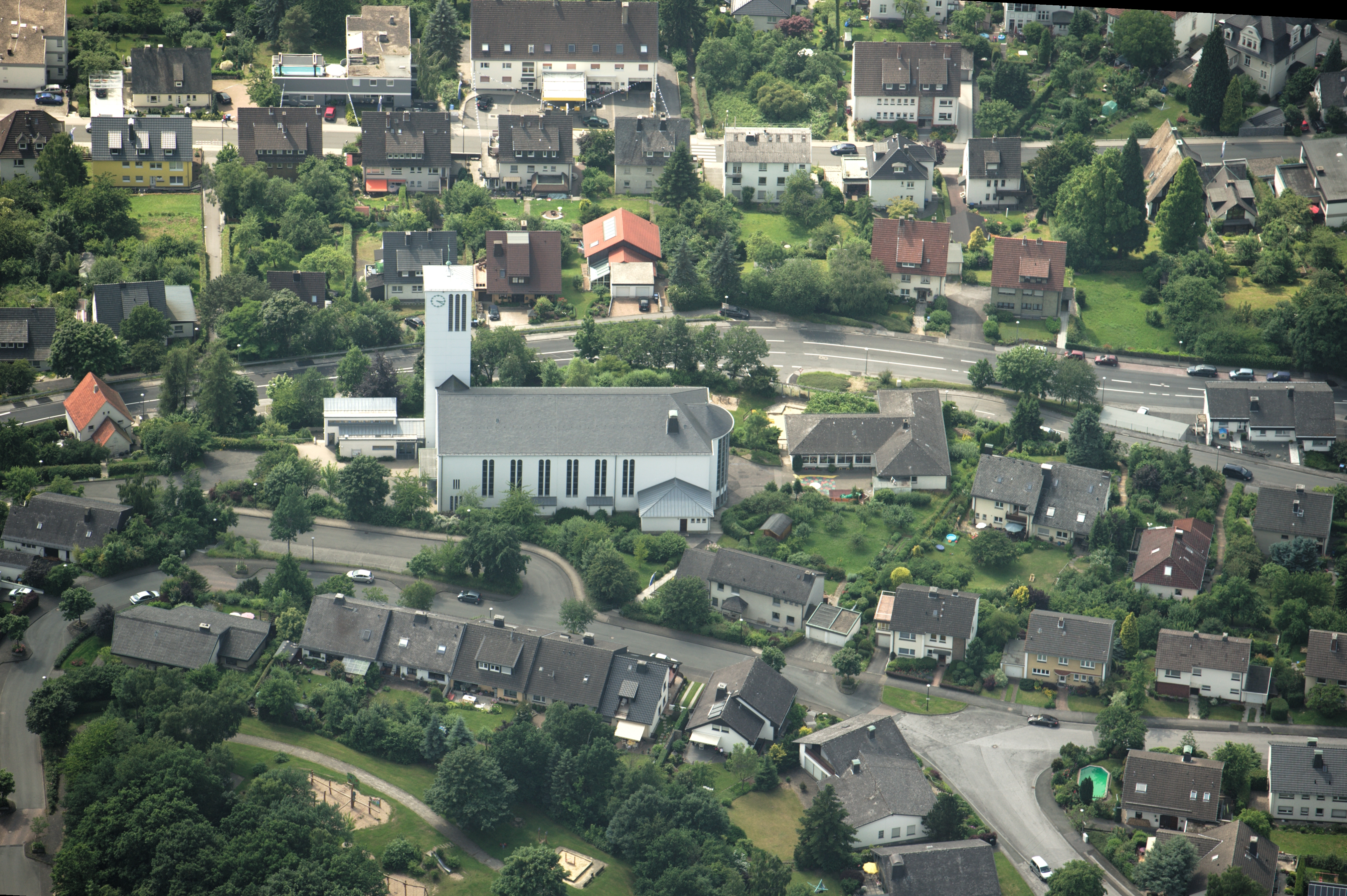
St. Pius

Die katholische Pfarrkirche St. Pius ist ein ortsbildprägendes Kirchengebäude in Arnsberg im Hochsauerlandkreis (Nordrhein-Westfalen). Die Pfarrei gehört zur Diözese Paderborn.

## Geschichte und Architektur
In den 1950er Jahren wurde durch das Anwachsen der Bevölkerung der Bau einer neuen Kirche erforderlich. Das Gebäude steht auf einer Anhöhe inmitten der Neustadt und ist weit über die Stadt sichtbar. Die Entwürfe fertigte der Architekt Johannes Reuter aus Frankfurt 1955. Der erste Spatenstich erfolgte am 23. April 1956 und geweiht wurde die Kirche am 14. Dezember 1957. Schutzpatron ist der 1954 heiliggesprochene Papst Pius X.
Das längliche Kirchenschiff mit einem mäßig steilen Satteldach steht parallel zum steil verlaufenden Berghang. Aus diesen topografischen Gründen ist das Gebäude nicht wie üblich nach Osten, sondern nach Norden ausgerichtet. Zur Talseite hin befinden sich im Untergeschoss die Gemeinderäume.
Das Gebäude steht auf einem Werksteinsockel, die Wände sind weiß verputzt. Die verschieferten Dachflächen prägen die Erscheinung. Die Wände sind durch rundbogige Fenster, die zu Dreiergruppen oder paarweise angeordnet sind, gegliedert. Die Giebelseite ist durch drei schmale Bogenstellungen gegliedert, sie nehmen im unteren Bereich die Portale auf. Im oberen Bereich sind sie mit Steinplatten in tiefen Nischen verblendet.
Im Innenraum wird die leicht gewölbte, in Weiß gehaltene Decke von schlanken kreuzförmigen Stützen getragen. Die Apsis ist verglast und so ein leuchtender Hintergrund  für den Altar. Der schwarze Bodenbelag besteht aus polierten Schieferplatten. Die Verglasung besteht aus neun schmalen Bahnen, sie wurde 1957 von Wilhelm Buschulte entworfen und von Heinrich Oidtmann aus Linnich ausgeführt. Von Buschulte stammen auch die Verglasungen im Schiff und in der Krypta sowie das Fenster der Taufkapelle; die Langhausfenster führte die Kunstwerkstatt H. u. H. Töllner aus Dortmund aus. Der Altarraum ist um vier Stufen erhöht. Die Taufkapelle befindet sich an der Rückseite.

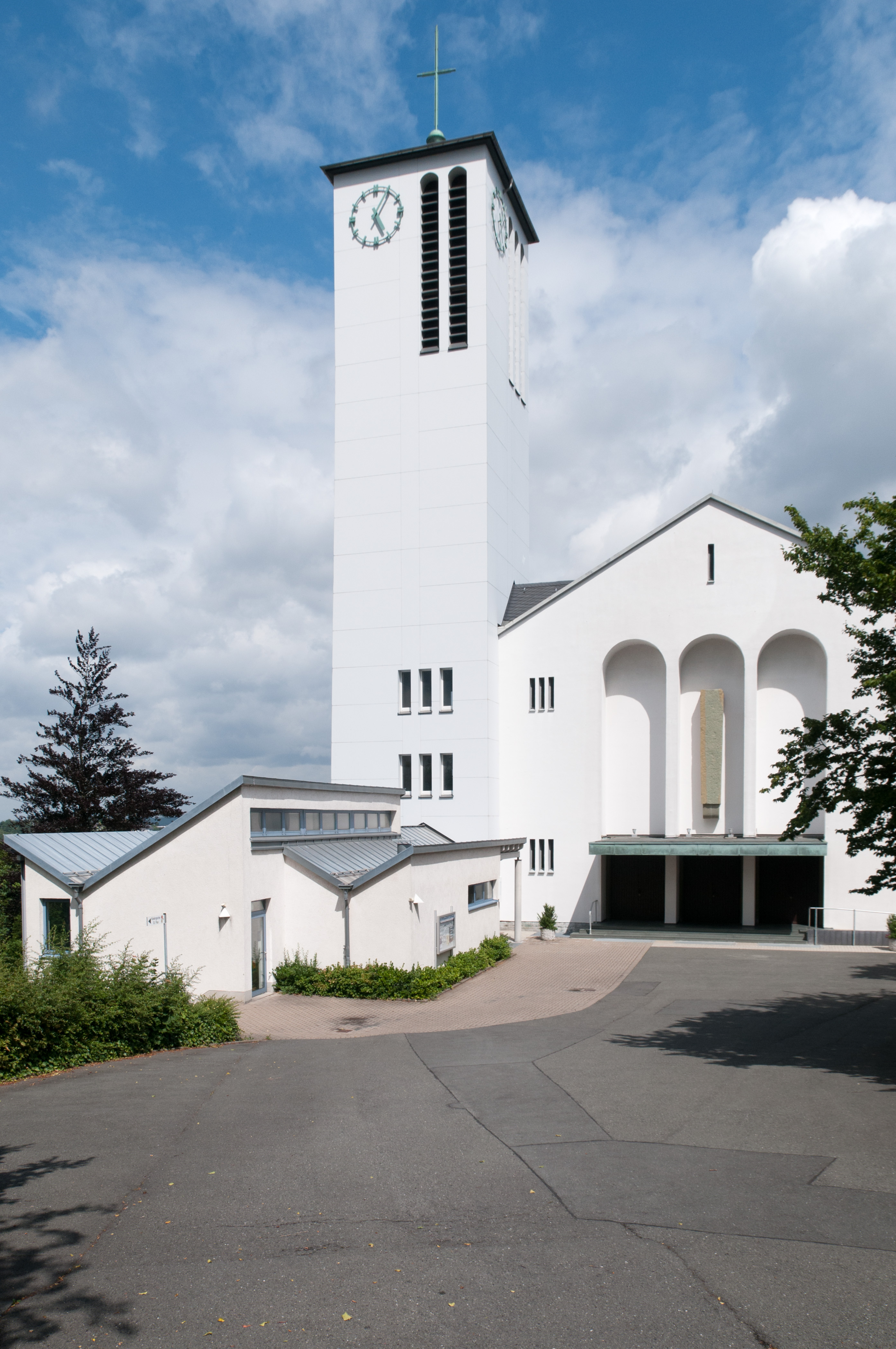
Frontalansicht mit Haupteingang
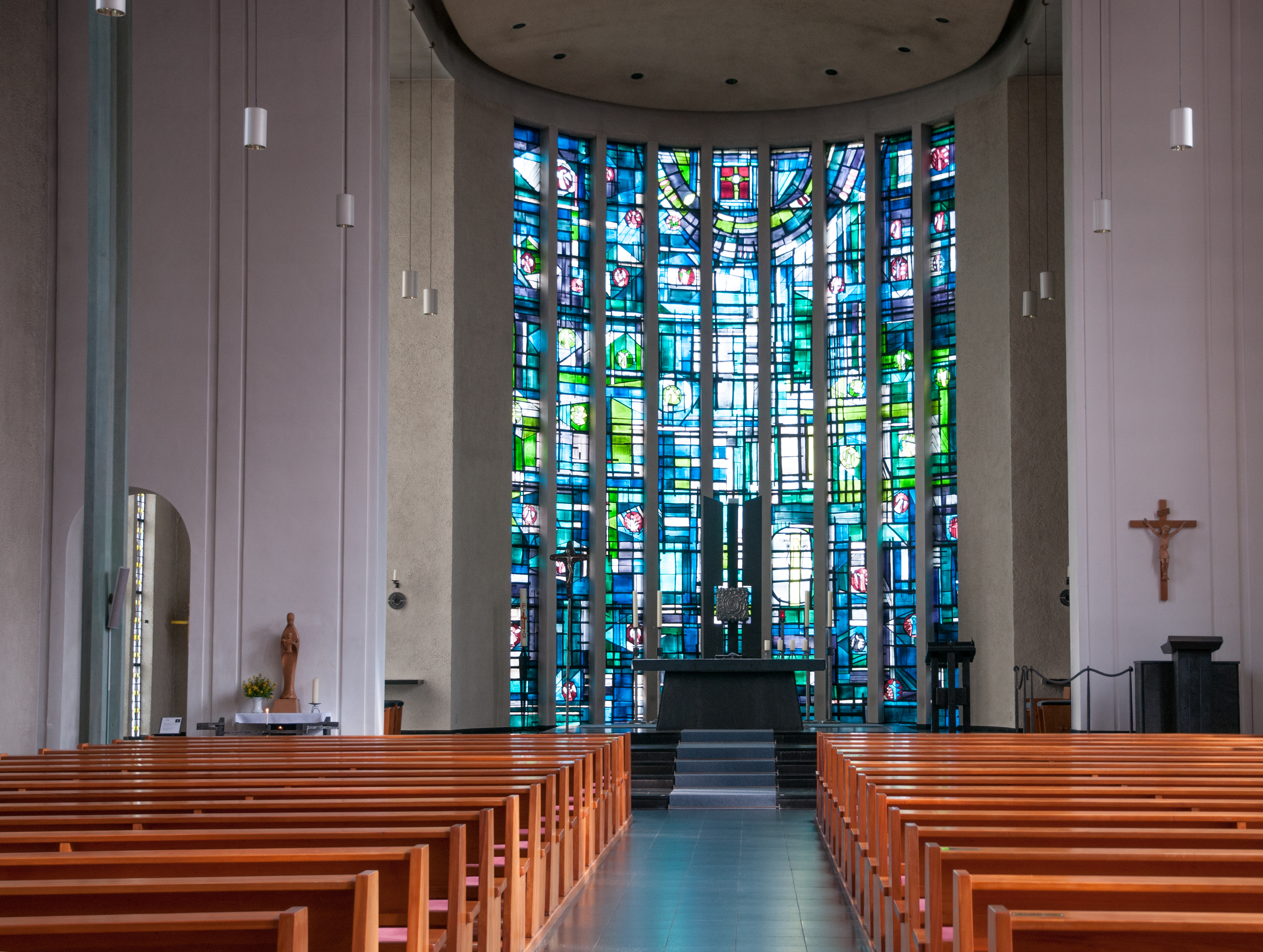
Mittelschiff mit Altarraum
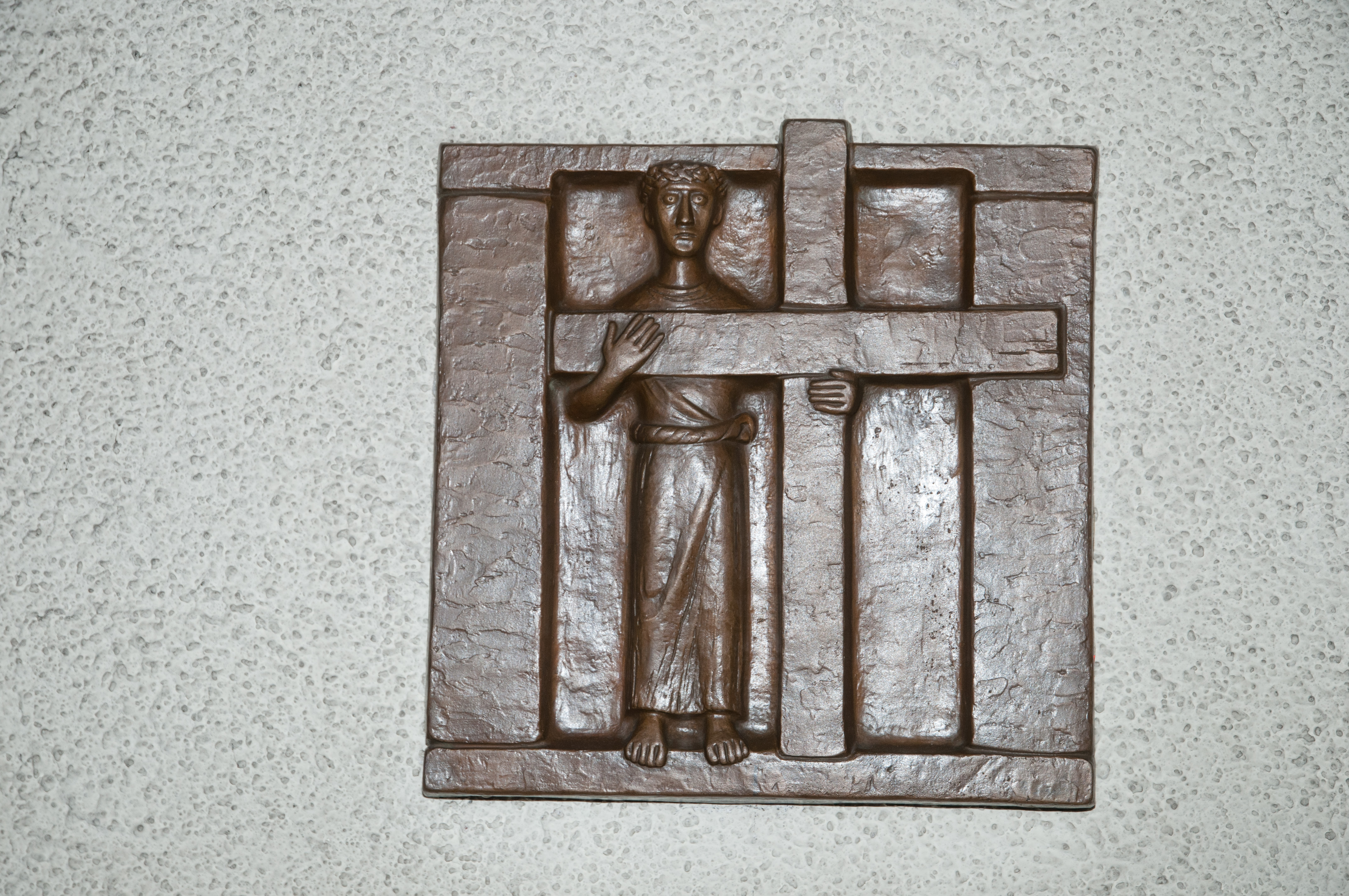
Kreuzwegstation II, Bronzeguss
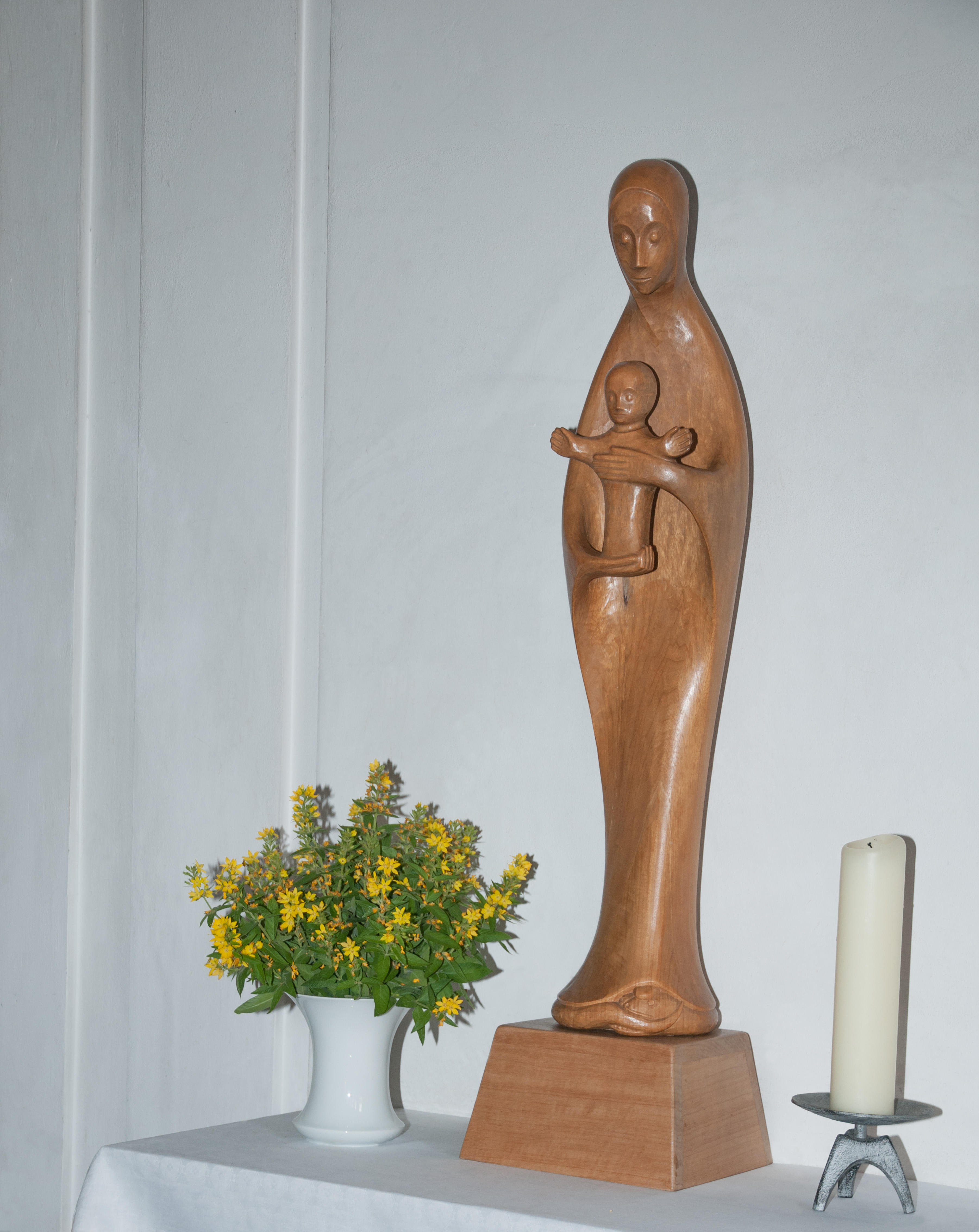
Madonna mit Kind, geschnitzt
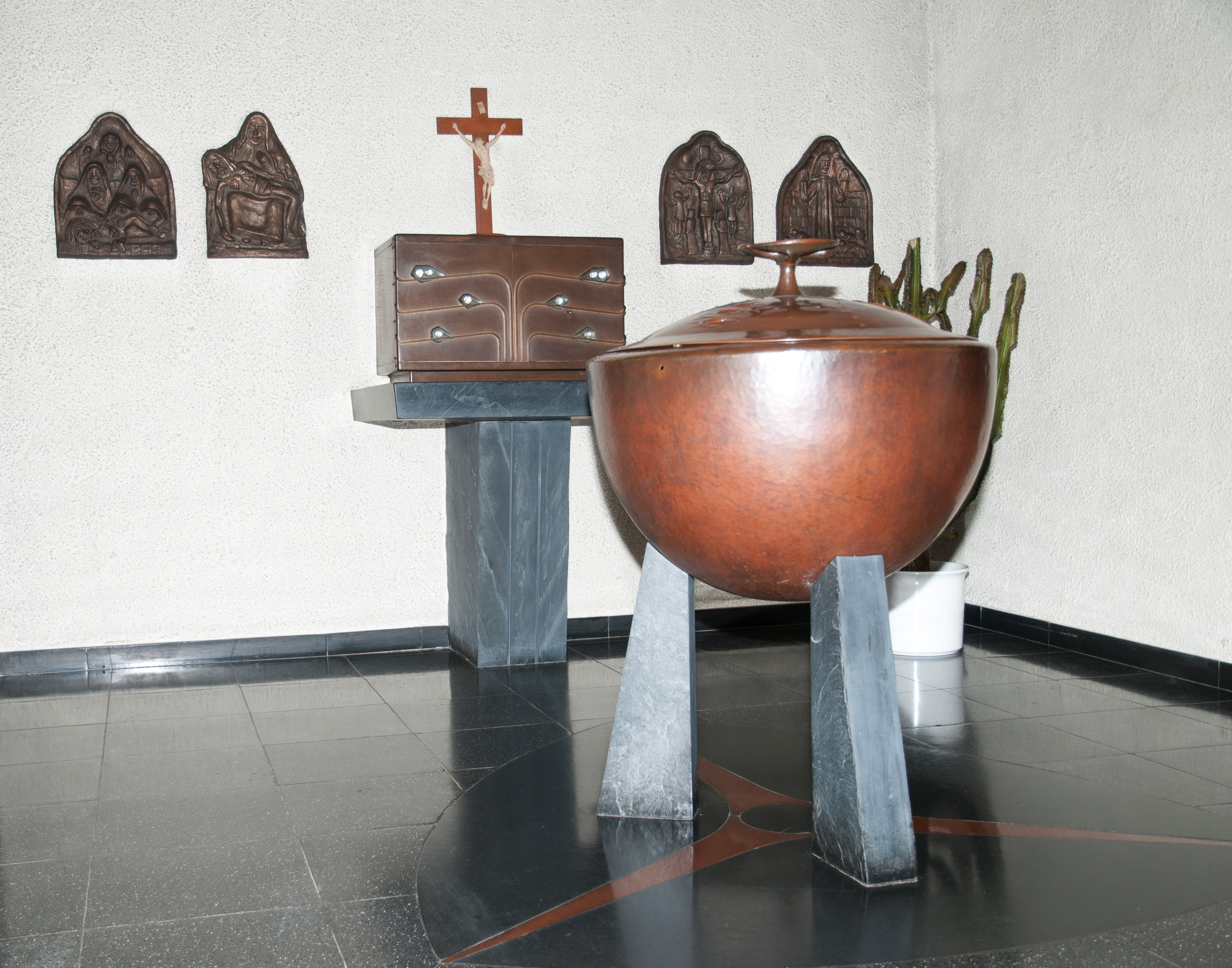
Taufkapelle mit Taufbecken
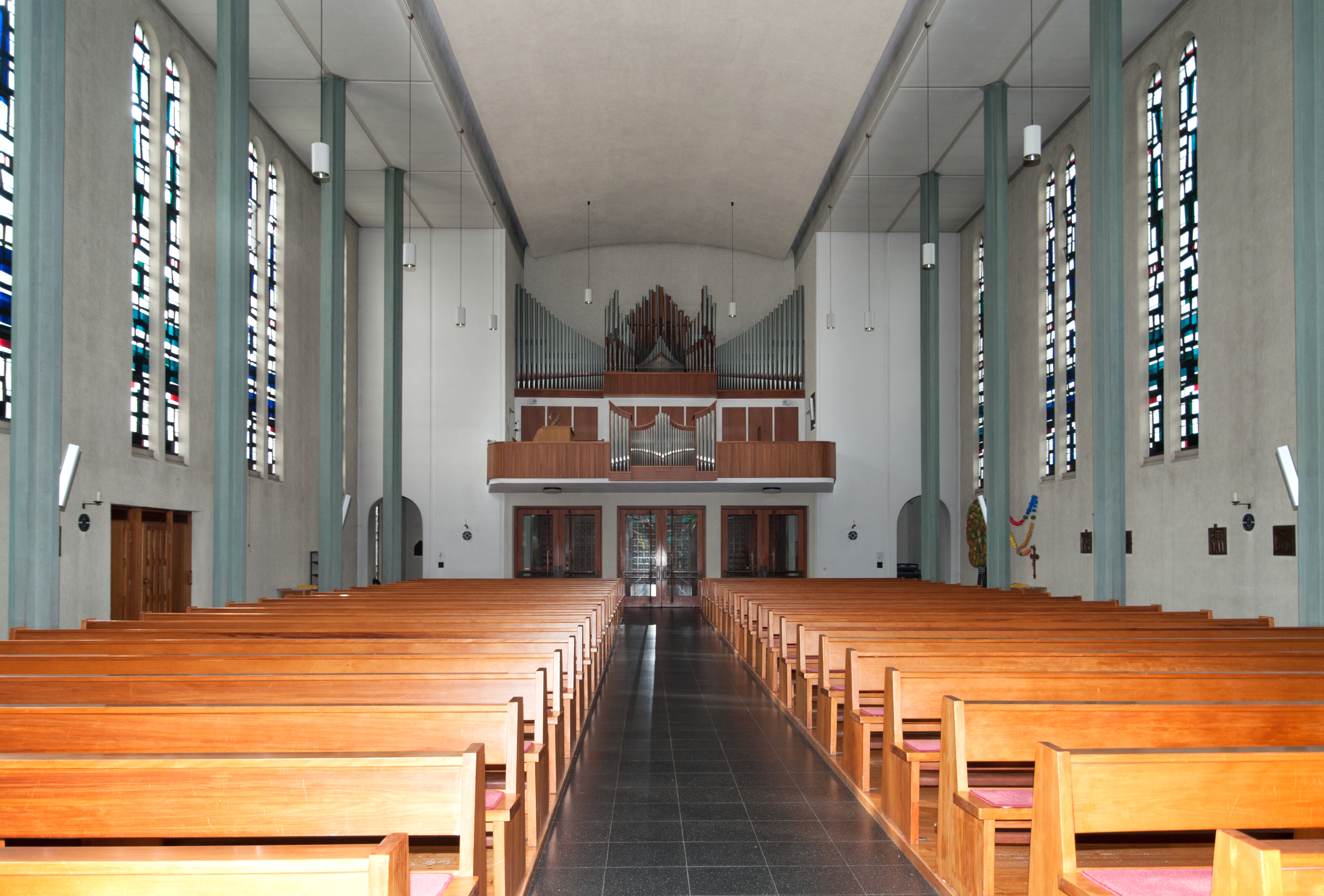
Mittelschiff zum Ausgang mit Orgel

## Krypta
Die Krypta befindet sich unter dem Altarraum, in ihr werden an Werktagen die Gottesdienste gefeiert. Sie ist über einen Eingang auf der Talseite begehbar. Bemerkenswert ist das Fensterrund aus neun Feldern, es ist durch trennende Stege aus Baubeton gegliedert. In einem Ebenholzschrein im Altartisch, werden Reliquien von Papst Pius X. aufbewahrt.

## Turm
Der fast quadratische Turm mit einer flachen Zelthaube steht neben dem Kirchengebäude. Seine vertikale Gestaltung wird durch die sich nach oben verjüngenden Ansichten unterstützt. Ursprünglich führte eine öffentliche Treppenanlage als Fußweg durch den Turm.

### Geläut
Im Turm hängt ein Geläut aus fünf Glocken, mit den Namen: Pius, Maria, Josef, Laurentius und Barbara. Sie wurden 1960 bei Petit & Gebr. Edelbrock gegossen und sind gestimmt auf die Tonfolge d'-e'-fis'-a'-h'.
Die Piusglocke trägt eine Umschrift: Pius pastor voca piam parochiam pium ad convivium pro mundi vita! Anno congressus eucharistici MCMLX. (Pius, Hirt, rufe eine fromme Pfarrgemeinde zum Heiligen Gastmahl für das Leben der Welt! Im Jahre des Eucharistischen Kongresses 1960.)

## Ausstattung
Ein Großteil der Ausstattung wurde vom Architekten der Kirche entworfen.
- Ursprünglich stand der Altar auf einer dreistufigen Tribuna.
- Der Tabernakel wurde zuerst vom Altar getragen, er wurde 1968 auf eine Stele versetzt.
- Das Vortragekreuz wurde ebenso wie der Tabernakel 1960 von Adolf Westerling aus Düsseldorf angefertigt.
- Die aus Schieferplatten gefertigte Kanzel befindet sich zwischen Chor und Schiff.
- Die Türgriffe sind stilisiert zu einem Pfau geformt, dem Attribut des Liborius.
- Der Kreuzweg aus Bronze wurde 1987 nach Entwürfen von Cäcilia Scheffer aus Düsseldorf gegossen.
- Eine Marienfigur aus Holz wurde 1959 von Adolf Westergerling in schlichten Formen geschnitzt, sie steht auf der linken Seitenfläche des Schiffes.
- Das Taufbecken aus Kupfer wurde 1959 von Adolf Westergerling gefertigt. Es ist mit einfachen Darstellungen von Adam und Eva, der Muttergottes mit dem Jesuskind und Fischen mit Wellen geschmückt. Der Deckel ist durch eine Taube bekrönt
- Das Relief von 1964 mit der Darstellung der Heiligen Familie hängt im Aufgang zur Orgelempore. Es ist eine Arbeit von Max Hundt.

## Orgel
Die Orgel wurde 1962 von Anton Feith in Paderborn gebaut. Der Prospekt spannt sich über die gesamte Südwand. Das Instrument besteht aus drei separaten Werken. Das Rückpositiv mit sechs Registern steht auf einer Schleiflade in der Emporenbrüstung. Das Hauptwerk steht an der Rückwand der Kirche. Hauptwerk und Pedalwerk wurden als Kegellade gebaut. Die Orgel wurde gemäß dem damaligen Zeitgeschmack ohne Gehäuse aufgestellt. Insgesamt ist die Orgel mit 23 klingenden Registern ausgestattet.